# Хејден (Алабама)
Хејден (енгл. Hayden) град је у америчкој савезној држави Алабама. По попису становништва из 2010. у њему је живело 444 становника.

## Демографија
Према попису становништва из 2010. у граду је живело 444 становника, што је 26 (5,5%) становника мање него 2000. године.
| Група             | 2000.       | 2010.       |
| Белци             | 431 (91,7%) | 389 (87,6%) |
| Афроамериканци    | 31 (6,6%)   | 39 (8,8%)   |
| Азијати           | 2 (0,4%)    | 1 (0,2%)    |
| Хиспаноамериканци | 1 (0,2%)    | 0 (0,0%)    |
| Укупно            | 470         | 444         |